# Återledare
Återledare kallas den ledare i en elektrisk strömkrets som är avsedd för returström.
Vid enfassystem utgörs återledaren av neutralledaren och är alltid en ledarna. Vid trefassystem används återledaren endast vid osymmetrisk drift.